# Serbisch-orthodoxe Kirche in Österreich

Die serbisch-orthodoxe Kirchenorganisation, die Diözese Österreich-Schweiz in hellbraun

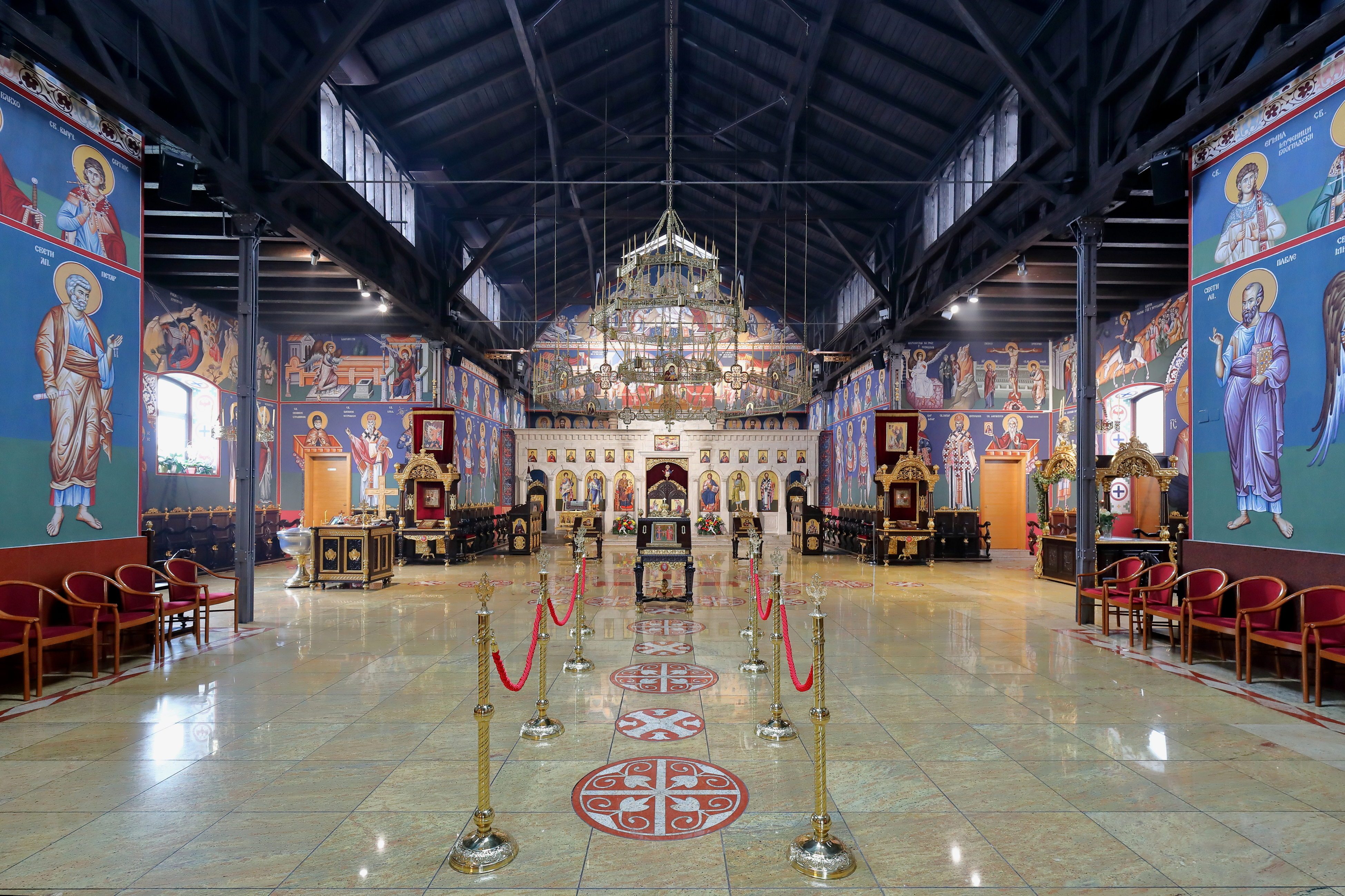
Innenansicht der Kirche zur Auferstehung Christi, Wiens größter serbisch-orthodoxer Kirche

Die Serbisch-orthodoxe Kirche in Österreich ist eine religiöse Minderheit.

## Geschichte
Vor den 1970er Jahren spielten orthodoxe Serben nur in Wien eine Rolle. Erstmals ließen sich dort im 18. Jahrhundert größere Gemeinden nieder. Neben den Serben lebten in Wien ebenso Griechen und Rumänen orthodoxen Glaubens. Anfangs hielten die orthodoxen Christen ihre Gottesdienste in einem privaten Haus, in dem sich eine kleine Kapelle befand. Die Kirchengemeinde nannte sich nach dem hl. Georg. 1723 erhielt die Kirchengemeinde mit einem kaiserlichen Dekret das Recht, eine Kirche zu errichten; allerdings gelang es erst 1802, das Gasthaus „Küss den kleinen Pfennig“ zu erwerben und an dessen Stelle bis 1806 eine Kirche zu errichten. Bis dahin diente den orthodoxen Christen weiterhin eine private Kapelle, die 1726 vom Belgrader Metropoliten Mojsije Petrović geweiht wurde. Einige Jahre später übersiedelte die Kirchengemeinde zum Hafnersteig im ehemaligen Griechenviertel im 1. Wiener Gemeindebezirk Innere Stadt, wo dann im 19. Jahrhundert die griechisch-orthodoxe Georgskirche erbaut wurde.
Die Kirchengemeinde zum hl. Georg unterstand der Metropolie von Sremski Karlovci in der heutigen Vojvodina in Serbien, die damals zum Kaiserreich Österreich gehörte, und wurde von serbischen Priestern geleitet, was oftmals zum Streit mit den griechischen Christen führte, insbesondere jenen, die Untertanen des Osmanischen Reiches waren. 1776 wurde unter Maria Theresia der Streit zugunsten der Griechen entschieden. Griechische Priester übernahmen fortan die Gottesdienste und die Leitung der Kirchengemeinde, jedoch befand sich die Gemeinde weiter unter der Jurisdiktion der Metropolie von Sremski Karlovci (später sollte sie sich der Metropolie von Bukowina und Galizien unterstellen, faktisch aber dem Ökumenischen Patriarchat von Konstantinopel).
Da nun in der Kirchengemeinde jene Griechen dominierten, die Untertanen des Osmanischen Reiches waren, spaltete sich die Gemeinde, und die Serben wie auch jene Griechen und andere orthodoxe Christen, die österreichische Staatsbürger waren, gründeten die Kirchengemeinde zur heiligen Dreifaltigkeit und mit ihr die spätere Griechenkirche zur Heiligen Dreifaltigkeit am Fleischmarkt. In der neuen Gemeinde wurden die Gottesdienste auf Griechisch, Deutsch, Serbisch und Rumänisch gehalten, während die frühere Gemeinde zum hl. Georg zu einer rein griechischen Kirchengemeinde wurde.
Lange dauerte die Eintracht in der neuen Kirchengemeinde aber nicht, und es entbrannte ein Streit über das Serbische oder das Griechische als Gottesdienstsprache. 1860 wurde unter Kaiser Franz Joseph I. der Sprachenstreit zugunsten der Griechen entschieden. Die Serben hingegen bekamen die Zusicherung einer eigenen Kirche. Im gleichen Jahr wurde eine erste Kirchengemeinde zum hl. Sava gegründet, die konstatierte, dass im damaligen Wien circa. 1500 Serben orthodoxen Glaubens lebten, davon etwa 500 mit ständigem Aufenthalt in der Stadt. Mangels finanzieller Möglichkeiten wurde mit dem Bau einer Kirche jedoch erst 1890 begonnen und 1893 diese schließlich geweiht. Es handelt sich um die Kirche in der Veithgasse im 3. Bezirk. Unter den Stiftern der Kirche fanden sich u. a. Kaiser Franz Joseph I. und der serbische König Milan I.
Mittlerweile gibt es in Österreich 16 serbisch-orthodoxe Kirchen. Bis 2011 unterstanden die serbischen Gemeinden der Diözese für Mitteleuropa mit Sitz in Himmelsthür bei Hildesheim in Deutschland. Seitdem gehört sie zur neugegründeten Diözese Österreich und der Schweiz mit Sitz in Wien.
Laut Angaben des früheren serbisch-orthodoxen Bischofs von Wien Andrej Ćilerdžić leben aktuell etwa 350.000 Angehörige seiner Kirche in Österreich.
Seit November 2023 leitet Bischof Irinej Bulović die Eparchie von Österreich als Administrator.

## Liste der serbisch-orthodoxen Pfarrgemeinden
| Bundesland       | Pfarrgemeinde                                                    | Seit | Kirchengebäude oder Kapelle                                       | Bild |
| ---------------- | ---------------------------------------------------------------- | ---- | ----------------------------------------------------------------- | ---- |
| Kärnten          | Klagenfurt                                                       |      | Kirche der Hl. Paraskeva                                          |      |
| Niederösterreich | St. Pölten                                                       |      | Kirche des Hl. Apostel Thomas                                     |      |
| Niederösterreich | Tulln                                                            |      | Kapelle des Hl. Nikolaus                                          |      |
| Niederösterreich | Wiener Neustadt                                                  |      | Kirche des Hl. Märtyrers Platon von Banja Luka                    |      |
| Oberösterreich   | Enns                                                             |      | Kirche der Überführung der Gebeine des Hl. Sava                   |      |
| Oberösterreich   | Gemeinde des Hl. Großmärtyrers Georg (Gmunden)                   |      | (Liturgien in der Pfarre Gmunden-Ort in Gmunden)                  |      |
| Oberösterreich   | Linz                                                             |      | Kirche des Hl. Basilius von Ostrog                                |      |
| Salzburg         | Saalfelden                                                       |      | Kirche zur Synaxis der serbischen Heiligen                        |      |
| Salzburg         | Salzburg                                                         |      | Kirche zur Obhut der Allheiligen Gottesgebärerin                  |      |
| Steiermark       | Gemeinde der Hl. Kyril und Methodius (Graz)                      |      |                                                                   |      |
| Tirol            | Innsbruck                                                        | 1992 | Kirche der Geburt des Hl. Johannes des Täufers (Herz-Jesu-Kirche) |      |
| Tirol            | Kufstein                                                         | 2001 |                                                                   |      |
| Vorarlberg       | Gemeinde der Hl. Kaiser Konstantin und Kaiserin Helena (Bregenz) |      | (Messen in der Gebhardkirche in Bregenz)                          |      |
| Vorarlberg       | Gemeinde zur Geburt der Allheiligen Gottesgebärerin (Feldkirch)  |      | (Messen in der Frauenkirche)                                      |      |
| Wien             | Wien 1/2 (Wien-Landstraße)                                       | 1891 | Kirche zum Hl. Sava                                               |      |
| Wien             | Wien 3/4 (Wien-Hernals)                                          | 1974 | Kirche zur Entschlafung Mariens                                   |      |
| Wien             | Wien 5/6 (Wien-Leopoldstadt)                                     | 2002 | Kirche zur Auferstehung Christi                                   |      |
| Wien             | Wien 12 (Meidling)                                               | 2022 | Pfarrkirche Am Schöpfwerk                                         |      |